# Ленки-Шляхецькі (гміна)
Гміна Ленкі-Шляхецькі (пол. Gmina Łęki Szlacheckie) — сільська гміна у центральній Польщі. Належить до Пйотрковського повіту Лодзинського воєводства.
Станом на 31 грудня 2011 у гміні проживало 3679 осіб.

## Площа
Згідно з даними за 2007 рік площа гміни становила 108.41 км², у тому числі:
- орні землі: 67.00%
- ліси: 27.00%

Таким чином, площа гміни становить 7.59% площі повіту.

## Населення
Станом на 31 грудня 2011:
| Опис     | Загалом | Загалом | Чоловіки | Чоловіки | Жінки | Жінки |
| -------- | ------- | ------- | -------- | -------- | ----- | ----- |
| одиниця  | осіб    | %       | осіб     | %        | осіб  | %     |
| все      | 3679    | 100     | 1854     | 50.39    | 1825  | 49.61 |
| міське   | 0       | 100     | 0        |          | 0     |       |
| сільське | 3679    | 100     | 1854     | 50.39    | 1825  | 49.61 |

## Сусідні гміни
Гміна Ленкі-Шляхецькі межує з такими гмінами: Ґошковіце, Масловіце, Ренчно, Розпша.